# Adama Mbengue
Adama Mbengue (Rufisque, Senegal, 1 de diciembre de 1993) es un futbolista senegalés que juega como defensa y su equipo es el L. B. Châteauroux del Championnat National de Francia.

## Trayectoria

### Orlando City Soccer Club
Comenzó su carrera con el Orlando City de Estados Unidos. Debutó el 12 de junio de 2012 frente al Harrisburg City Islanders en una victoria 3-0

### Diambars
Después de dos temporadas con Orlando City, se unió al club Diambars de Senegal el 31 de diciembre de 2014 donde jugó tres temporadas en su país natal.

### Caen
El 28 de junio de 2017, se unió a la Ligue 1 y firmó un contrato de cuatro años para Caen.

## Selección nacional
El 16 de marzo de 2017 fue convocado por primera vez con la selección de fútbol de Senegal por el entrenador Aliou Cissé, para los partidos amistosos contra Nigeria y Costa de Marfil. Su primer partido fue contra Nigeria el 23 de marzo en empate 1-1.
El 17 de junio, dos día antes del estreno de Senegal en la Copa Mundial de Fútbol de 2018, entró en la lista de los Leones de Teranga debido a la lesión de Saliou Ciss.

## Clubes
| Club               | País           | Año       |
| ------------------ | -------------- | --------- |
| Orlando City S. C. | Estados Unidos | 2012-2014 |
| Diambars           | Senegal        | 2015-2017 |
| S. M. Caen         | Francia        | 2017-2021 |
| L. B. Châteauroux  | Francia        | 2021-     |